# Günther Windhager
Günther Windhager (* 1964 in Steyr, Oberösterreich) ist ein österreichischer Kultur- und Sozialanthropologe und Biograf.

## Leben
Nach seinem im Jahr 2000 an der Universität Wien abgeschlossenen Studium der Kultur- und Sozialanthropologie war Windhager als wissenschaftlicher Mitarbeiter am Forschungsprojekt „Lokale Identitäten und überlokale Einflüsse“ (Wittgenstein-Preis 2000) an der Forschungsstelle Sozialanthropologie und am „Austrian Academy Corpus“ der Österreichischen Akademie der Wissenschaften sowie am Südarabienschwerpunkt „Kulturen und Sprachen Südarabiens“ des Instituts für Orientalistik der Universität Wien tätig. Zu seinen Forschungsfeldern gehören transkulturelle Biografien, Konversion und Identität, Ethnografie und Forschungsgeschichte der Arabischen Halbinsel.
Bekannt wurde er durch seine Arbeiten zu Leben und Werk des als Leopold Weiss in Lemberg geborenen islamischen Denkers, Autors und Koranübersetzers Muhammad Asad (1900–1992). Mit seiner im Jahr 2002 erschienenen Monografie Leopold Weiss alias Muhammad Asad. Von Galizien nach Arabien 1900–1927 hat er eine Fülle von Material zur Biografie und frühen journalistischen Laufbahn des einflussreichen Islamkonvertiten jüdischer Abstammung aufgearbeitet und „vieles davon erstmals zugänglich gemacht“. Für das Buch wurde er im Jahr 2003 mit dem „Böhlau Jubiläumspreis“ der Österreichischen Akademie der Wissenschaften ausgezeichnet.
Nach seiner Promotion im Jahr 2005 mit einer Studie über Weiss’/Asads journalistisches Schaffen aus ethnologischer Perspektive leitete er von 2005 bis 2009 am Institut für Kultur- und Sozialanthropologie der Universität Wien das vom Fonds zur Förderung der wissenschaftlichen Forschung (FWF) geförderte Projekt „Muhammad Asad (Leopold Weiss) at the Saudi Court 1927–1932: Travel Writing, Colonial Discourse and Identity Transformation in the Biography of an Austrian Jewish Convert to Islam“. In der Folge entstand unter anderem ein Band über Weiss’/Asads Reisen auf dem Gebiet des sich formierenden Königreichs Saudi-Arabien und die bis dahin kaum erforschte Periode, die er dort als Zeitungskorrespondent und Vertrauter von König Abd al-Aziz ibn Saud verbrachte. Die arabischsprachige Publikation ist anlässlich des internationalen Symposiums „Muhammad Asad – A Life for Dialogue“ erschienen, das im April 2011 am King Faisal Center for Research and Islamic Studies in Riad abgehalten wurde. In Vorbereitung befindet sich eine Herausgabe journalistischer Schriften Weiss’/Asads, die von einer umfassenden Darstellung des historischen und biografischen Kontextes begleitet ist.

## Wissenschaftlicher Berater
Für den Film Der Weg nach Mekka – Die Reise des Muhammad Asad (A/F/B 2008, 92 Min) des österreichischen Regisseurs Georg Misch war Windhager als wissenschaftlicher Berater tätig.

## Auszeichnungen
- „Böhlau Jubiläumspreis 2003“ der Österreichischen Akademie der Wissenschaften

## Veröffentlichungen

### Monografien
- Leopold Weiss alias Muhammad Asad. Von Galizien nach Arabien 1900–1927. Mit einem Vorwort von Andre Gingrich. 3. Auflage. Böhlau Verlag, Wien 2008, ISBN 978-3-205-99393-3.
- Muḥammad Asad – Līyūbūld Fāīs. Raḥalātuhu 'ilā-l-ʿālam al-ʿarabī. [Muhammad Asad – Leopold Weiss: Reisen in die arabische Welt. Mit 48 Abbildungen und einer deutschsprachigen Bibliografie von Weiss’/Asads journalistischen Schriften 1927–1932]. ar-Riyāḍ: Wizārat at-Taʿlīm al-ʿĀlī, 2011.
- Muḥammad Asad: min Ġālīsīyā ilā l-bilād al-ʿarabīya 1900–1927. [Arabische Ausgabe von „Leopold Weiss alias Muhammad Asad. Von Galizien nach Arabien 1900–1927“]. ar-Riyāḍ: Dārat al-Malik ʿAbd-al-ʿAzīz/King Abdulaziz Foundation for Research and Archives, 2016, ISBN 978-603-8194-11-9.

### Aufsätze
- Leopold Weiss alias Muhammad Asad: In Search of Faith and Truth. In: Bojan Baskar, Borut Brumen (Hrsg.): MESS. Mediterranean Ethnological Summer School. Vol. II (Piran/Pirano, Slovenija, 23. – 27. September 1996). Inštitut za multikulturne raziskave, Ljubljana 1998, ISBN 961-90583-0-5, S. 173–179.
- Vom Kaffeehaus an den saudischen Königshof: Leopold Weiss’ (später Muhammad Asad) Begegnungen in Wien und Berlin auf seinem Weg zum Islam. In: Gottfried Heuer (Hrsg.): Utopie und Eros: Der Traum von der Moderne (5. Internationaler Otto-Gross-Kongress, Cabaret Voltaire/Dada-Haus, Zürich, 16. – 18. September 2005). LiteraturWissenschaft.de, Marburg an der Lahn 2006, ISBN 3-936134-18-9, S. 209–228.
- Muhammad Asad (geb. Leopold Weiss) 1900–1992: Eine biografische Skizze. In: Der Weg nach Mekka – Die Reise des Muhammad Asad (A/F/B 2008, Regie: Georg Misch), press-kit, S. 5–7, http://www.mischief-films.com/htm/presse-film.php?id=6.
- Konversion. In: Fernand Kreff, Eva-Maria Knoll, Andre Gingrich (Hrsg.): Lexikon der Globalisierung. Transcript Verlag, Bielefeld 2011, ISBN 978-3-8376-1822-8, S. 194–197.
- Kulturelle ÜberläuferInnen. In: Fernand Kreff, Eva-Maria Knoll, Andre Gingrich (Hrsg.): Lexikon der Globalisierung. Transcript Verlag, Bielefeld 2011, ISBN 978-3-8376-1822-8, S. 208–209.
- Von Leopold Weiss zu Muhammad Asad. Wege und Werke eines islamischen Denkers österreichisch-jüdischer Herkunft. In: Amena Shakir, Gernot Galib Stanfel, Martin M. Weinberger (Hrsg.): Ostarrichislam. Fragmente achthundertjähriger gemeinsamer Geschichte. New Academic Press, Wien 2012, ISBN 978-3-7003-1851-4, S. 128–133.
- Vom Journalisten zum islamischen Denker und pakistanischen Diplomaten. Muhammad Asad (geb. Leopold Weiss) in Indien und Pakistan 1932–1952 [mit einem Brief von Muhammad Asad an Heinrich Schiemann vom 7. Mai 1950 aus Karachi und einer Bibliografie journalistischer Schriften von Muhammad Asad aus Indien]. In: Margit Franz, Heimo Halbrainer (Hrsg.): Going East – Going South: Österreichisches Exil in Asien und Afrika. CLIO-Verlag, Graz 2014, ISBN 978-3-902542-34-2, S. 433–474.